# Compatibilizzazione
Nella tecnologia dei polimeri, la compatibilizzazione è l'aggiunta di una particolare sostanza, detta compatibilizzante, ad un sistema formato da un materiale polimerico (che costituisce la fase continua, detta matrice) e di un altro materiale (che costituisce la fase dispersa, detta carica) normalmente immiscibile con il materiale polimerico. L'aggiunta del compatibilizzante rende "compatibili" i due materiali, ovvero li rende miscibili tra loro, aumentando l'adesione tra le superfici dei due materiali e permettendo quindi la creazione di particolari materiali compositi a base polimerica.
Il compatibilizzante si lega attraverso legami intramolecolari (più forti) ad uno dei due componenti (matrice o carica), che quindi può legarsi al secondo componente attraverso legami intermolecolari (più deboli). In assenza del compatibilizzante invece tra i due componenti si realizzano delle forze repulsive che ne determinano l'immiscibilità.
Un metodo di compatibilizzazione della matrice polimerica è il graffaggio, che consiste nel legare il compatibilizzante al polimero in modo da produrre un copolimero a innesto, in cui le molecole di compatibilizzante si addizionano alla macromolecola del polimero, formando delle ramificazioni.

## Esempio
La montmorillonite è un materiale le cui molecole sono fortemente polari, dunque sono miscibili con altre molecole polari e immiscibili con molecole apolari. Per tale motivo, in assenza di compatibilizzante, la montmorillonite può essere miscelata a polimeri polari (ad esempio polietilentereftalato), ma non può essere miscelata a polimeri apolari (ad esempio polietilene).
Un esempio di compatibilizzazione della montmorillonite è il trattamento della superficie con una soluzione di alchilammonio, che si inserisce all'interno della struttura della montmorillonite.